# 小行星8011
小行星8011（英語：8011 Saijokeiichi）是一颗围绕太阳公转的小行星。1989年11月29日，圓舘金、渡邊和郎在北见发现了此天体。
这颗小行星的绝对星等为225.1149193612827等。